# ATP Challenger Tour Finals de 2011
O ATP Challenger Tour Finals de 2011 foi um torneio de tênis realizado na quadra de piso rápido coberta, do Ginásio do Ibirapuera, em São Paulo, Brasil, entre 16 e 20 de novembro de 2011 e fez parte do ATP Challenger Tour. Esta foi a primeira edição do evento.

## Formato
Os sete melhores jogadores da temporada de torneios da série ATP Challenger Tour, além do jogador convidado pelo país organizador, participaram do evento, divididos em dois grupos de quatro jogadores cada.
Durante a primeira fase, os jogadores disputavam contra todos dentro de cada chave, onde os dois melhores de cada grupo avançavam às semifinais, com os vencedores de um grupo que enfrentavam os vice-líderes do outro grupo.
Os vencedores das semifinais decidiam o campeonato.

## Pontos e Premiação
A premiação total do evento era de US$220.000, distribuídos da seguinte maneira:
| Fase                                     | Premiação       | Pontos  |
| ---------------------------------------- | --------------- | ------- |
| Campeão                                  | FG + US$ 66.000 | FG + 80 |
| Vice-Campeão                             | FG + US$ 21.000 | FG + 30 |
| Vitórias por jogo na Fase de Grupos (FG) | US$ 6.300       | 15      |
| Participação                             | US$ 6.300       | —       |
| Alternates                               | US$ 3.500       | —       |

- FG: é a pontuação ou premiação por vitória durante a fase de grupos.

## Grupos
Os oito jogadores participantes foram divididos em dois grupos de quatro jogadores cada.

### Grupo Verde
| Jogador                | Ranking |
| ---------------------- | ------- |
| Thomaz Bellucci (1/WC) | 37      |
| Martin Klizan (3)      | 90      |
| Andreas Beck (6)       | 105     |
| Bobby Reynolds (8)     | 121     |

WC = Wild Card - Jogador que recebeu o convite da organização

### Grupo Amarelo
| Jogador                 | Ranking |
| ----------------------- | ------- |
| Rui Machado (2)         | 73      |
| Dudi Sela (4)           | 95      |
| Cedrik-Marcel Stebe (5) | 103     |
| Matthias Bachinger (7)  | 109     |

## Resultados

### Fase de Grupos

#### Grupo Verde
| Data                   | Vencedor                                | Perdedor                                 | Placar                      |
| ---------------------- | --------------------------------------- | ---------------------------------------- | --------------------------- |
| 16 de novembro (Dia 1) | Andreas Beck (6) Thomaz Bellucci (1/WC) | Martin Klizan (3) Bobby Reynolds (8)     | 6-3, 6-1 6-3, 6-3           |
| 17 de novembro (Dia 2) | Bobby Reynolds (8) Andreas Beck (6)     | Martin Klizan (3) Thomaz Bellucci (1/WC) | 6-2, 3-6, 6-1 6-3, 4-6, 6-4 |
| 18 de novembro (Dia 3) | Thomaz Bellucci (1/WC) Andreas Beck (6) | Martin Klizan (3) Bobby Reynolds (8)     | 3-6, 6-4, 7-6(9-7) 6-3, 7-5 |

#### Grupo Amarelo
| Data                   | Vencedor                                | Perdedor                                       | Placar                           |
| ---------------------- | --------------------------------------- | ---------------------------------------------- | -------------------------------- |
| 16 de novembro (Dia 1) | Dudi Sela (4) Rui Machado (2)           | Cedrik-Marcel Stebe (5) Matthias Bachinger (7) | 6-4, 7-6(7-3) 3-6, 7-6(7-4), 6-4 |
| 17 de novembro (Dia 2) | Cedrik-Marcel Stebe (5) Rui Machado (2) | Matthias Bachinger (7) Dudi Sela (4)           | 6-4, 2-6, 6-4 6-2, 6-2           |
| 18 de novembro (Dia 3) | Dudi Sela (4) Cedrik-Marcel Stebe (5)   | Matthias Bachinger (7) Rui Machado (2)         | 6-2, 6-2 7-5, 6-0                |

## Classificação

### Grupo Verde
| Rank | Jogador                | Jogos | Sets | Games |
| ---- | ---------------------- | ----- | ---- | ----- |
| 1    | Andreas Beck (6)       | 3-0   | 6-1  | 41-25 |
| 2    | Thomaz Bellucci (1/WC) | 2-1   | 5-3  | 41-38 |
| 3    | Bobby Reynolds (8)     | 1-2   | 2-5  | 29-34 |
| 4    | Martin Klizan (3)      | 0-3   | 2-6  | 29-43 |

### Grupo Amarelo
| Rank | Jogador                 | Jogos | Sets | Games |
| ---- | ----------------------- | ----- | ---- | ----- |
| 1    | Dudi Sela (4)           | 2-1   | 4-2  | 29-26 |
| 2    | Cedrik-Marcel Stebe (5) | 2-1   | 4-3  | 37-32 |
| 3    | Rui Machado (2)         | 2-1   | 4-3  | 33-33 |
| 4    | Matthias Bachinger (7)  | 0-3   | 2-6  | 34-43 |

## Semifinais
| Data                   | Vencedor                              | Perdedor                                | Placar                           |
| ---------------------- | ------------------------------------- | --------------------------------------- | -------------------------------- |
| 19 de novembro (Dia 4) | Dudi Sela (4) Cedrik-Marcel Stebe (5) | Thomaz Bellucci (1/WC) Andreas Beck (6) | 6-4, 6-4 5-7, 7-6(7-3), 7-6(7-4) |

## Final
| Data                   | Campeão                 | Vice-Campeão  | Placar   |
| ---------------------- | ----------------------- | ------------- | -------- |
| 20 de novembro (Dia 5) | Cedrik-Marcel Stebe (5) | Dudi Sela (4) | 6-2, 6-4 |